# 唐·吉诃德悖论
唐吉诃德悖论是指記載在唐吉诃德小说中的一个涉及悖论的故事。
在唐吉訶德小說中，桑丘·潘薩被公爵夫婦賜予一座島，他在他治理的島上頒佈一條法例，規定過橋的旅客必需誠實地表示自己的目的，否則就要接受絞刑。
有一個旅客在見到橋上的告示後，宣稱自己過橋是要接受絞刑的。
這使執法者感到為難：如果旅客的言論為真，則他應被釋放並不得受絞刑，但如此一來旅客言論即變為假。如其言論為假，則他會被絞死，但如此一來其言論即變為真。該旅客被帶到桑丘面前，而桑丘經過一番推理後將他釋放。

## 故事背景
桑丘·潘薩是唐吉訶德小說中，唐吉訶德的隨從，願望是能當上一座海島的總督。在《唐吉訶德》下卷中，公爵夫婦想捉弄桑丘，便實現他的願望，賜予他一座海島，讓他做該海島的總督。桑丘原本欣喜的接受該職位，但儘管桑丘在任期間秉公辦案，但是因為海島人民的捉弄，鬧得桑丘向公爵夫婦辭官，甘願繼續為唐吉訶德鞍前馬後。

## 故事經過
桑丘在海島總督任內期間，在島上頒布了一條新的法律：
「凡是到此海島者，皆需明確表明自己來到此海島的目的，誠實者放行，說謊者則處絞刑。」
一日，一位旅客來到該島，執法者問他：「你來這裡做什麼？」他答道：「我來這裡是來處絞刑的。」執法者聽了，覺得不可思議，但同時又仔細地分析他的話是否誠實。
執法者分析後，發現無論如何，假設和結果皆為矛盾，因此他將該旅客帶至桑丘，經過桑丘一番推理，用他的公正與慈悲，做出了最正確的決策：廢掉該法律並釋放此旅客。

## 分析
分析句子：旅客：「我來這裡是為了處絞刑的。」
邏輯：二值邏輯
假設：
（1）旅客說的話為真（誠實）
（2）旅客說的話為假（說謊）
推理： 
假設（1）：旅客說的話為真：
```
     表示旅客「我來這裡是為了處絞刑」這句話為真
     =>旅客誠實，放行（a）
     =>（a）與分析句子不符=>旅客說謊
```

假設（2）：旅客說的話為假：
```
     表示旅客「我來這裡是為了處絞刑」這句話為假
     =>旅客說謊，處絞刑（b）
     =>（b）與分析句子相符=>旅客誠實
```

結論：無論哪一個假設，所推理出的結果皆與之矛盾，形成悖論。
其實，唐吉訶德悖論的分析與命題，皆與鱷魚悖論相似，只是故事的內容不一致。